# Grubelnik
Grubelnik je priimek v Sloveniji, ki so ga po podatkih Statističnega urada Republike Slovenije na dan 1. januarja 2010 uporabljale 204 osebe. 

## Znan nosilci priimka
- Drago Grubelnik (1976—2015), alpski smučar